# Hwangbo Kwan
Hwangbo Kwan (kor. 황보관; ur. 1 marca 1965 w Taegu) – południowokoreański trener piłkarski i piłkarz występujący na pozycji pomocnika.

## Kariera klubowa
Hwangbo zawodową karierę rozpoczynał w 1988 roku w klubie Yukong Kokkiri. W 1989 roku zdobył z nim mistrzostwo Korei Południowej. W 1994 roku wywalczył z zespołem wicemistrzostwo Korei Południowej, a także zdobył z nim Puchar Ligi Południowokoreańskiej. Przez osiem sezonów w barwach Yukongu Hwangbo rozegrał 171 spotkań i zdobył 44 bramki. W 1996 roku odszedł do japońskiego zespołu Oita Trinity, gdzie w 1997 roku zakończył karierę.

## Kariera reprezentacyjna
W reprezentacji Korei Południowej Hwangbo zadebiutował w 1988 roku. W tym samym roku zajął z kadrą 2. miejsce w Pucharze Azji. W 1990 roku został powołany do drużyny narodowej na Mistrzostwa Świata. Wystąpił na nich w pojedynkach z Hiszpanią (1:3) oraz Urugwajem (0:1). W meczu z Hiszpanią strzelił także gola. Z tamtego mundialu Korea Południowa odpadła po fazie grupowej. W latach 1988–1993 w drużynie narodowej Hwangbo rozegrał w sumie 36 spotkań i zdobył 10 bramek.